# Robb Banks
Robb Banks, właściwie Richard O'Neil Burrell (ur. 24 września 1994 w Nowym Jorku) – amerykański raper, piosenkarz, autor tekstów i producent muzyczny pochodzenia jamajskiego. Urodzony w Nowym Jorku i wychowany w hrabstwie Broward na Florydzie, zyskał pierwszy rozgłos dzięki współpracy z kolektywem Raider Klan w 2012 roku. W tym samym roku wydał swój debiutancki mixtape Calendars. Jest najbardziej znany ze współpracy z innymi artystami wykonującymi cloud rap. Głównie pochodzącymi z Południowej Florydy, mianowicie XXXTentacionem czy Ski Mask the Slump Godem. Jest też członkiem kolektywu Members Only. Jego najpopularniejsze single to „All the Way Live” i „On Me”. Podpisał kontrakt z 300 Entertainment, aby wydać swój debiutancki album studyjny Year of the Savage (2015). Krążek uplasował się na 11 miejscu listy Billboard The Heatseekers Albums.
Burrell został opisany przez krytyków jako artysta posiadający szorstki i bezczelny wokal, a jego teksty i wizerunek publiczny zawierają częste odniesienia do anime, np. Naruto.
Raper jest też aktorem, wystąpił m.in. w komediodramacie Shelter in Solitude. 

## Wczesne życie
Banks jest najstarszym dzieckiem Carol Johnson i jamajskiego artysty dancehall oraz reggae Shaggy'ego. Urodził się 24 września 1994 roku w Nowym Jorku i spędził tam pierwsze sześć lat swojego życia, zanim wraz z matką przeprowadził się do hrabstwa Broward na Florydzie. W ostatniej klasie liceum rzucił szkołę i zaczął zajmować się muzyką.

## Kariera

### 2011–12:Calendarsi wzrost popularności
W 2012 roku, po wydaniu licznych piosenek i projektu Everyday Except Monday z Mattem Meyerem Lanskym jako duo Tuesday Thru Sunday, Banks wydał swój debiutancki mixtape Calendars. Projekt zawierał produkcję od takich artystów jak Clams Casino, Timbaland, SBTRKT czy Mr. Collipark. Samplował piosenki Aaliyah czy OutKast. Projekt stał się hitem na platformie Tumblr. Sukces krążka umożliwił mu współpracę z producentami takimi jak Nuri i SpaceGhostPurrp. Banks rozpoczął też trasę koncertową po kraju, zyskując tym wielu zwolenników w undergroundzie i nie tylko gdyż o raperze pisało Vice czy Miami New Times. Pojawił się też gościnnie w singlu „Threatz” rapera Denzela Curry'ego.

### 2013-15: Tha City i Year of the Savage
W 2013 roku Robb zaczął pracować nad nowym projektem zatytułowanym Tha City. Mixtape wspierały single, „Practice”, „All the Way Live” i „On Me”. Tha City został wydany 1 października 2013 roku. 
Przez cały 2014 rok Robb zaczął koncertować na całym świecie i rzadko wydawał nową muzykę. W grudniu Banks wydał pierwszy singel „2PhoneShawty” promujący swój debiutancki album studyjny. 
W 2015 roku zaczął pracować intensywniej nad komercyjnym krążkiem. W kwietniu Robb wydał dwie EP-ki: 2PhoneShawty i No Trespassing. 2PhoneShawty składało się z utworów które nie znalazły się na jego debiucie, a No Trespassing było współnym projektem pomiędzy nim a raperem Chrisem Travisem.
13 sierpnia 2015 roku Banks wydał kolejny singel zatytułowany „Pressure”. 
2 października raper wydał debiutancki album studyjny Year of the Savage za pośrednictwem 300 Entertainment. Album znalazł się na 11 miejscu listy Billboard The Heatseekers Albums.

### 2016–17: C2: Death of My Teenage i Rich Gang
27 września 2016 r. Banks wydał sequel projektu „Calendars” zatytułowany „C2: Death of My Teenage”, na krążku gościnnie wystąpili artyści, Los Hosale i XXXTentacion. Ten drugi był to współzałożyciel Members Only, kolektywu hiphopowego, do którego później Robb Banks dołączył. Mixtape poprzedziło wydanie singla „BETT”.
Na początku stycznia 2017 roku założyciel Cash Money Records, Birdman, ogłosił, że Banks jest najnowszym członkiem wytwórni oraz supergrupy Rich Gang. Robb później ogłosił w wywiadzie dla Pedro Gomeza, że chociaż jest częścią Rich Gang, nadal będzie niezależnym artystą, decydując się nie podpisywać kontraktu z Cash Money.
26 czerwca, będąc częścią Members Only, pojawił się na mixtapie kolektywu, Members Only, Vol 3. Projekt notowany był na listach sprzedaży w Danii oraz Belgii.
26 września 2017 roku Banks wydał EP „Cloverfield 2.0”. Kilka miesięcy później, 27 grudnia, wydał kolejną EP zatytułowaną „2: Pillz”.

### 2018–19: Molly World, Cloverfield 3 i Road to Falconia
12 lutego 2018 roku Banks wydał singel „A Milli (4 M's)”. Kilka tygodni później Banks wydał mixtape zatytułowany „Molly World” za pośrednictwem Empire Distribution. Krążek wspierany był przez singel „ILYSM” nagrany we współpracy z raperem Famous Dexem. Utwór pochodzący z projektu, „Let Da Beat Build” został włączony do ścieżki dźwiękowej do filmu dokumentalnego o Cash Money, „Before Anythang”. 7 kwietnia Banks i Wifisfuneral wydali razem singel „EA”.
17 sierpnia 2018 roku ukazała się trzecia część z serii EPek Cloverfield.
23 stycznia 2019 roku grupa Members Only wydała projekt Members Only, Vol. 4. Banks pojawił się na trzech piosenkach pochodzących z projektu. Krążek uplasował się na 18 miejscu listy Billboard 200.
13 grudnia 2019 roku Robb wydał „Road to Falconia”, był to projekt promujący jego kolejny album studyjny.

### 2020–21: No Rooftops 2, The Leak (Vol. 1 i 2) oraz Few Pillz
16 kwietnia 2020 roku Banks wydał „No Rooftops 2”. Była to składanka oraz kontynuacją projektu „No Rooftops ” z 2016 roku. Projekt zawierał piosenki na których Robb rapował na beatach z początku lat 2000., a także rapował na kilku autorskich produkcjach.
W tym samym roku Robb wydał dwuczęściowy projekt zatytułowany „Tha Leak”.
19 kwietnia 2021 roku Banks wydał EP-kę „Few Pillz”.

### 2022–obecnie: Falconia
30 kwietnia 2022 roku Robb wydał swój drugi album studyjny „Falconia”. Krążek wspierał singel „It's Lifted” powstały ze współpracy z Trippie Reddem. Oprócz Redda na albumie gościnnie pojawili się, Lil Uzi Vert, XXXTentacion czy Ski Mask the Slump God.  23 czerwca ukazała się wersja deluxe albumu zatytułowana „Falcon of the Millennium” z 10 dodatkowymi utworami.
W 2023 roku wydał mixtape I Dnt txt back, I Dnt call. 1 marca 2024 roku wydał kolejny projekt I Think I Might Be Happy, a 13 czerwca jego kontynuacje I Think I Might Be Happy, Pt. 2.
7 lutego 2025 roku Banks opublikował mixtape Tha Leak 3. Na krążku pojawił się gościnnie, m.i.n. Sir Michael Rocks.

## Styl muzyczny
Styl muzyczny Banksa jest znany z licznego samplowania w swoich utworach oldschoolowego R&B oraz nawiązań w swoich tekstach do popkultury i japońskiego anime. Robb twierdzi, że jego inspiracją do rozpoczęcia rapu był Biggie Smalls, a jednym z jego ulubionych artystów jest brytyjska piosenkarka Sade. Robb wymieniał również Lil Wayne'a, Webbie, SpaceGhostPurrpa, swojego ojca i Sluga jako artystów będących dużym wpływem na jego brzmienie. Banks w swoich piosenkach często nawiązuje do Naruto i nazywa je swoim ulubionym anime.

## Dyskografia

### Albumy
- Year of the Savage (2015)
- Falconia (2022)
- Falcon of the Millennium - Falconia Deluxe (2022)

### Albumy we współpracy
- Members Only, Vol. 4 (2019) (jako część Members Only)

### Mixtape'y
- Calendars (2012)
- Tha City (2013)
- No Rooftops (2016)
- C2: Death of My Teenage (2016)
- Members Only, Vol. 3 (2017) (jako część Members Only)
- Molly World (2018)
- Cloverfield 3 (2018)
- Connected (2019) (wraz z Wifisfuneral)
- Road to Falconia (2019)
- No Rooftops 2 (2020)
- Tha Leak, Pt. 1 (2020)
- Tha Leak 2 (2020)
- I Dnt txt back, I Dnt call (2023)
- I Can't Feel My Face Too (2023) (wraz z Tony Shhnow)
- I Think I Might Be Happy, Pt.1 (2024)
- I Think I Might Be Happy, Pt.2 (2024)
- Tha Leak 3 (2025)

### EPki
- 2PhoneShawty (2015)
- No Trespassing (2015) (wraz z Chris Travis)
- Cloverfield (2015)
- Cloverfield 2.0 (2017)
- 2 Pillz (2017)
- 100 Year War (Golden Age) (2018)
- Few Pillz (2021)
- Tha SSettication (2023)

### Single
- Practice (2013) (wraz z Sir Michael Rocks)
- All the Way Live (2013)
- On Me (2013)
- 2PhoneShawty (2014)
- 24/7 (2015) (wraz z IndigoChildRick)
- Solid (2015) (wraz z Chris Travis)
- Pressure (2015)
- BETT (2016)
- ILYSM (2017) (wraz z Famous Dex)
- Can't Feel My Face (2019) (wraz z Wifisfuneral)
- Hentai (2019)
- Shootout (2022) (wraz z Lil Uzi Vert)
- Lifted (2022) (wraz z Trippie Redd)
- Baby Tunechi (2023)
- Back on My Grizzy (2023)
- My Bleed (2023)
- Kase (2024)
- Do the Most (2024)
- PB&J (2024) (wraz z SpaceGhostPurrp)
- No Problem (2024)
- Five/Six (2024)
- Ask Them Hoes (2025)
- Stop Snitchin' (2025)